# Isard Argentina
Isard Argentina SAICF war ein argentinischer Hersteller von Automobilen.

## Unternehmensgeschichte
Das Unternehmen aus Buenos Aires begann 1958 mit der Produktion von Automobilen nach Lizenzen von der Hans Glas GmbH. Der Markenname lautete Isard. 1963 wurde Los Cedros sowie deren Nutzfahrzeugproduktion von Studebaker-Lastwagen übernommen. 1964 kam es zu einem Abkommen mit Nissan zur Produktion von Datsun-Fahrzeugen, die jedoch nicht durchgeführt wurde. 1965 endete die Produktion.

## Fahrzeuge
Der 300 Sedán entsprach dem Goggomobil als Limousine. Ein Zweizylinder-Zweitaktmotor mit 58 mm Bohrung, 56 mm Hub, 293 cm³ Hubraum und 15 PS Leistung war im Heck montiert und trieb die Hinterräder an. Die Fahrzeuge waren bei einem Radstand von 180 cm 290 cm lang, 128 cm breit und 131 cm hoch. Das Leergewicht war mit 395 kg angegeben.
Nachfolger wurde der zwischen 1960 und 1961 angebotene 400 Sedán. Er hatte die gleiche Karosserie, aber einen größeren Motor mit 67 mm Bohrung, ebenfalls 56 mm Hub, 394 cm³ Hubraum und 18 PS Leistung. Er war 20 kg schwerer.
Ebenfalls von 1960 bis 1961 gab es das Coupé 400 Sport. Hier leistete der Motor 20 PS. Dieses Modell war 303,5 cm lang, 137 cm breit und 123 cm hoch. Das Leergewicht war mit 440 kg angegeben.
Von diesen drei Modellen entstanden 2864 Fahrzeuge.
Den T 700, auch Royal T-700 genannt, gab es als zweitürige Limousine von 1960 bis 1965 und als ebenfalls zweitürigen Kombi von 1962 bis 1964. Er entsprach dem Glas Isar. Der Zweizylinder-Viertaktmotor war vorne im Fahrzeug montiert und trieb die Hinterräder an. Er leistete 30 PS aus 682 cm³ Hubraum. Die Fahrzeuge waren bei 200 cm Radstand 342 cm lang, 147 cm breit und 138 cm hoch. Von diesem Modell entstanden 11.946 Fahrzeuge.
Von 1964 bis 1965 stand auch der Súper 1204 im Angebot. Er entsprach dem Glas 1204 als zweitürige Limousine. Der Vierzylindermotor mit 72 mm Bohrung, 73 mm Hub und 1189 cm³ Hubraum leistete 53 PS. Die Fahrzeuge hatten 210 cm Radstand. Sie waren 150 cm breit, 137 cm hoch und wogen 740 kg.

## Pkw-Produktionszahlen
| Modell            | Produktionszahl | Quelle      |
| ----------------- | --------------- | ----------- |
| 300 Sedán         | 1.132           | [ 2 ]       |
| 400 Sedán         | 1.490           | [ 2 ]       |
| 400 Sport         | 242             | [ 2 ]       |
| T 700 (Limousine) | 8.730           | [ 2 ]       |
| T 700 (Kombi)     | 3.216           | [ 2 ]       |
| Súper 1204        | 550             | [ 1 ] [ 2 ] |
| Summe             | 15.360          |             |